# Gioco del quindici

Il gioco del quindici risolto

Il gioco del quindici è un rompicapo classico creato nel 1874 da Noyes Palmer Chapman (North Stonington, 14 gennaio 1811 – Canastota, 28 aprile 1889), postino in servizio a Canastota, e popolarizzato nel 1891 da Samuel Loyd. Il gioco consiste di una tabellina di forma quadrata, solitamente di plastica, divisa in quattro righe e quattro colonne (quindi sedici posizioni), su cui sono posizionate quindici tessere quadrate, numerate progressivamente a partire da 1. Le tessere possono scorrere in orizzontale o verticale, ma il loro spostamento è limitato dall'esistenza di un singolo spazio vuoto. Lo scopo del gioco è riordinare le tessere dopo averle "mescolate" in modo casuale (la posizione da raggiungere è quella con il numero 1 in alto a sinistra e gli altri numeri a seguire da sinistra a destra e dall'alto in basso, fino al 15 seguito dalla casella vuota).
Il gioco del quindici (spesso generalizzato in versione n-esima) è un classico problema con cui vengono spiegati gli algoritmi basati su euristiche. Fra le euristiche comunemente usate per questo problema abbiamo il numero di tessere con posizione errata (il cui tipico modello matematico è la distanza di Hamming) e la somma delle distanze di Manhattan tra ogni tessera e la sua posizione corretta. Entrambe le euristiche sono ammissibili (ovvero non sovrastimano mai il numero di mosse mancanti), quindi permettono di risolvere il problema in maniera ottimale per alcuni algoritmi come A*.

## Storia
Loyd descrisse per la prima volta il suo fifteen puzzle ("rompicapo del quindici") nel volume Sam Loyd's Cyclopaedia of 5000 Puzzles, Tricks and Conundrums, pubblicato postumo nel 1914 dal figlio (anche lui Samuel Loyd). Il gioco ebbe subito grande successo, contribuendo alla fama del suo inventore, già rinomato enigmista e autore di altri giochi di successo.
Loyd mise in palio la cifra di mille dollari come premio per chi fosse riuscito a risolvere una versione del gioco partendo da una posizione identica a quella finale, ma con i numeri 14 e 15 scambiati. Un premio che nessuno mai avrebbe potuto reclamare poiché, come l'autore sapeva benissimo, la soluzione del gioco partendo da una tale configurazione è matematicamente impossibile.
Il gioco del quindici è oggi considerato un solitario classico, un cosiddetto scacciapensieri o rompicapo. È stato commercializzato da tantissime case editrici e in moltissime varianti. Molte edizioni uniscono l'idea originale con quella del puzzle, distribuendo sulle tessere un disegno che riappare correttamente solo quando gli stessi sono state riordinati correttamente. Esistono anche varianti con un numero di caselle (e quindi di tessere) differente. Molte versioni software sono disponibili per personal computer.

## Analisi matematica della soluzione
Una generalizzazione naturale del gioco del quindici è un puzzle di {\displaystyle (n\times n)-1} su una griglia {\displaystyle n\times n}. Per determinare se a partire da una data configurazione {\displaystyle C1} se ne possa raggiungere un'altra {\displaystyle C2} occorre calcolare le permutazioni dei numeri sulle caselle (nell'ordine di lettura): il numero di inversioni (coppie non ordinate) deve essere pari.